# 國家憲兵
國家憲兵（法語：Gendarmerie Nationale）或宪兵部队是部分國家擁有的武裝力量編制，不仅承担军队内部的维持纪律与执法，还负责部分地区的治安、刑事侦查及反恐，或执行边防和海警任务。
法文意为“宪兵”，来源于中世纪法语表达“gens d'armes”，意为“武装人员”。為了与英文（军事警察）区分，中文有时会将翻译为“宪兵部队”。
宪兵制度在拿破仑征服期间被引入其他西欧国家。在20世纪中期，许多前法国托管地和殖民地（如黎巴嫩、叙利亚、象牙海岸和刚果共和国）在独立后采用了宪兵制度。在东欧也存在类似的概念，如俄罗斯内卫部队，目前该制度仍在许多前苏联及其前盟国中存在。

## 各国宪兵

### 法国
法国国家宪兵（法语：Gendarmerie nationale）是法国的两支警察部队之一，另一支是法国国家警察。法国宪兵已改隶于内政部，但仍然另外负责国防部的任务，担任法国军队的宪兵工作，负责执行警务，维持公共安全。

### 意大利
意大利卡賓槍騎兵（意大利语：Arma dei carabinieri），是意大利共和国的国家宪兵，主要职责包括管理军队及协同意大利警察维持社会治安。在过去，卡宾枪骑兵曾经是意大利陆军第一支组成部队，自2000年3月31日开始，这支极具陆军传统文化的部队正式升格为意大利海陆空三军之外的第四个独立军种，由国防部直接管辖和指挥。

### 墨西哥
墨西哥国家宪兵（西班牙语：Gendarmería Nacional Mexicana）是墨西哥的国家宪兵，又是墨西哥联邦警察（Federal Police）一个成员。
国家宪兵是墨西哥和第57届现任总统恩里克·培尼亚·涅托主持下2014年8月22日创建的。国家宪兵的建立是为了墨西哥总统的内部安全政策，以取代墨西哥军队的角色。前总统费利佩·卡尔德龙部署军队以打击有组织犯罪和墨西哥毒品战争。国家宪兵的创建是由于两个原因：恢复墨西哥军队到原来的角色（保护国家），并维护公民安全。

### 西班牙
西班牙国民警卫队（西班牙语：Guardia Civil）是执行警察任务的武装部队，接受西班牙国防部及西班牙内政部双重管辖，与西班牙国家警察队同为西班牙的两支国家级守卫力量。

### 阿根廷
阿根廷国家宪兵（西班牙语：Gendarmería Nacional Argentina）是阿根廷的国家宪兵及边防机构，具有军事性质。与联邦警察、海事署以及机场安全警察共同构成阿根廷的执法机构。创建于1938年并且曾隶属于阿根廷陆军，国家宪兵也参与了许多武装事件，包括参加了1982年马岛战争。现国家宪兵归安全部管辖。

### 中华人民共和国
中国人民武装警察部队（英语：Chinese People's Armed Police Force）成立于1982年6月19日，是中华人民共和国国家武装力量的组成部分之一，由中央军事委员会通过武警总部领导，担负国家赋予的维护国家政治安全和社会稳定、海上维权执法、防卫作战等任务。